# Kärrgruvan

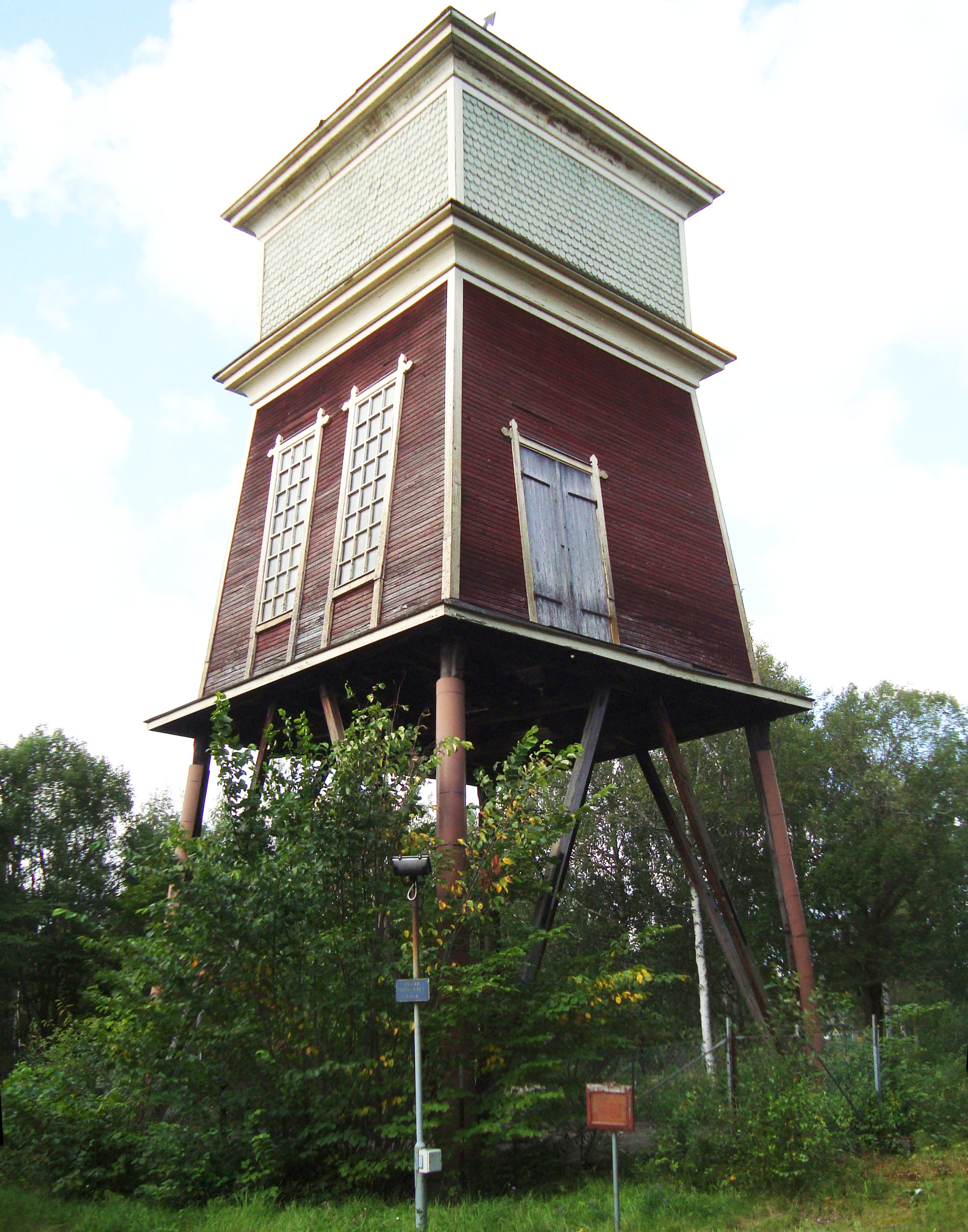
Södra schaktets lave i Mossgruveparken, Kärrgruvan, 2009.

Kärrgruvan är ett samhälle ett par kilometer norr om centrala Norberg som ingår i tätorten Norberg. Orten Kärrgruvan är mest känd för sin industrihistoriska gruvdrift som pågick i mer än 800 år från medeltiden till början av 1900-talet. De kvarvarande anläggningarna ingår i Ekomuseum Bergslagen.

## Samhället
Kärrgruvans huvudsakliga bebyggelse finns längs riksväg 69 (före detta länsväg 270) mot Hedemora samt längs Linnévägen. Centrum med pizzeria, en bensinmack och en numera nedlagd affär, kan sägas ligga där de söderifrån (från Norberg) kommande vägarna Linnévägen och riksväg 69 går ihop till riksväg 69, Hedemoravägen, cirka tre kilometer norr om Norbergs centrum. Om byarna Kylsbo och Kallmora räknas med har Kärrgruvan strax under 1 000 invånare, och detta invånarantal har varit relativt konstant under de senaste[när?] 50 åren. Under 1960-talet var huvuddelen av befolkningen koncentrerad till fem flerbostadshus som utgjorde tre bostadsrättsföreningar under det gemensamma namnet Bolagshagen. Namnet Kärrgruvan kommer ursprungligen från ett mindre dagbrott med detta namn.

## Historisk gruvdrift

### Polhemshjulet
I Kärrgruvan pågick gruvdrift i över 800 år. Här finns bland annat "Polhemshjulet" som byggdes 1876 enligt uppfinnaren och ingenjören Christopher Polhems principer. Det är ett polhemshjul på hela femton meter i diameter som via en stånggång drev ett vattenuppfordringsverk (vattenpump) vid Svinryggens gruvor fram till 1920-talet. Vattnet leddes fram till Polhemshjulet via en cirka tre km lång, men bara 60 cm djup, kanal från sjön Bålsjön. Den sista biten gick i en vattenränna fram till hjulhuset.

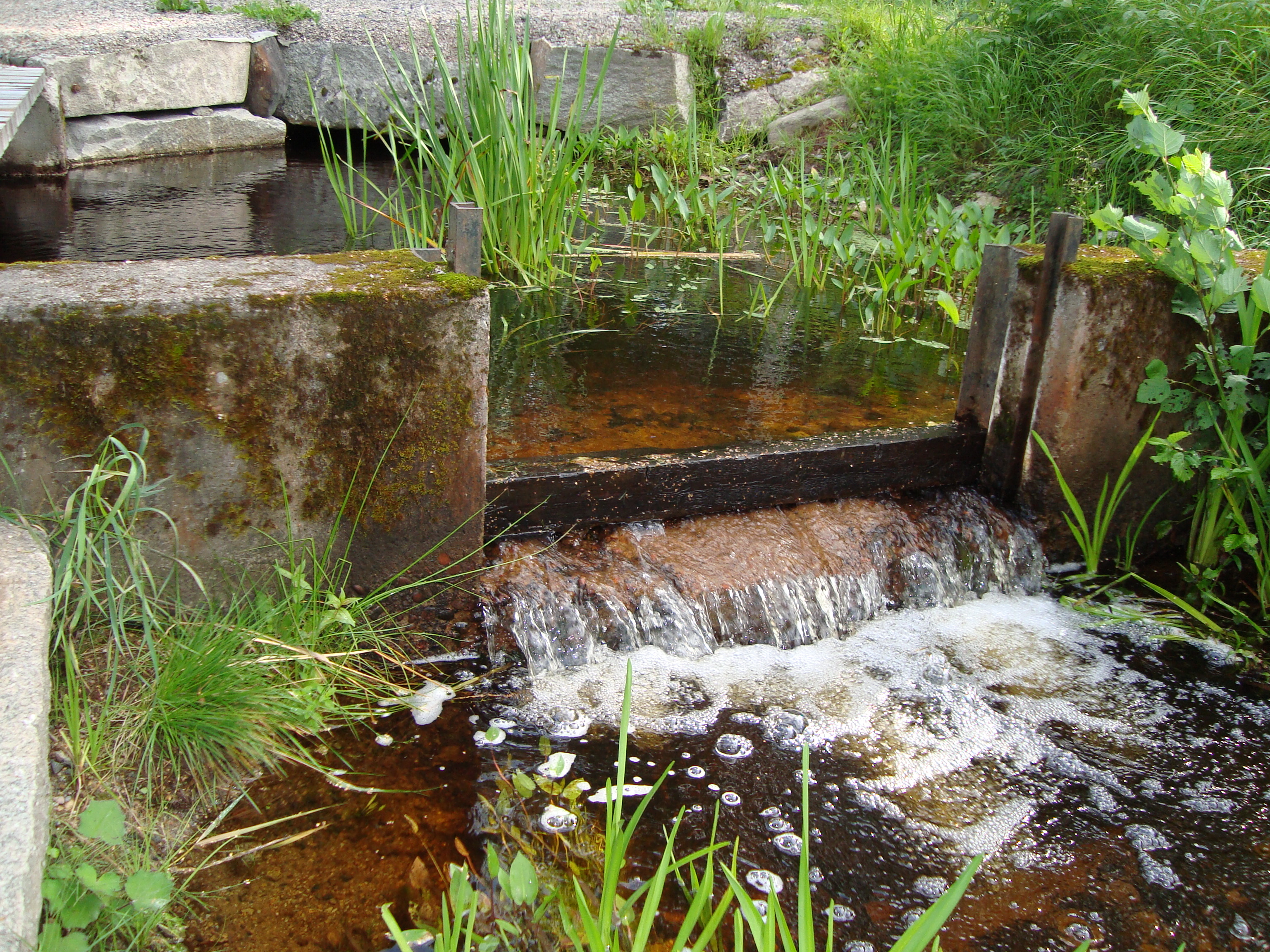
Konstkanalen.
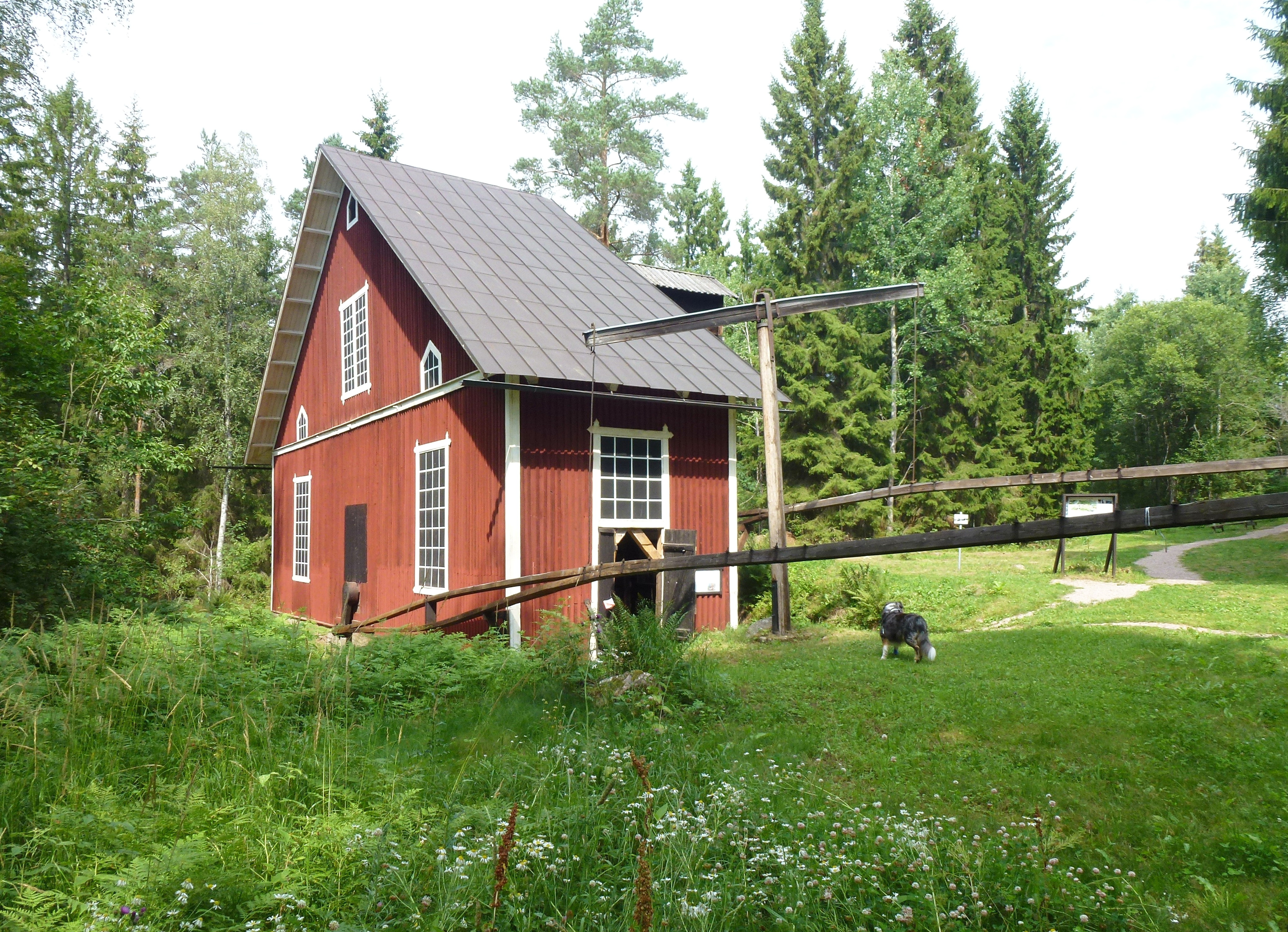
Hjulhuset.
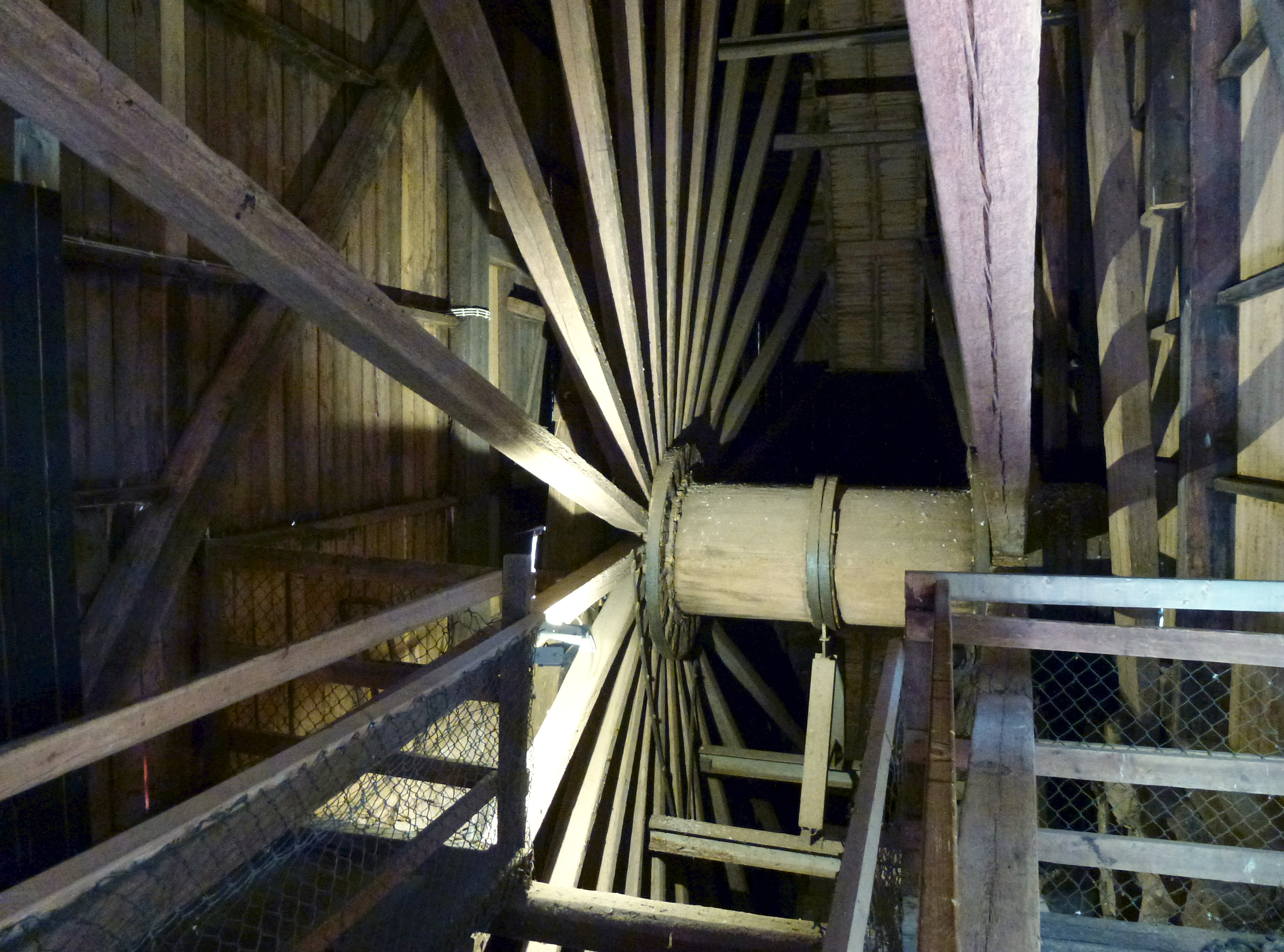
Polhemshjulet.
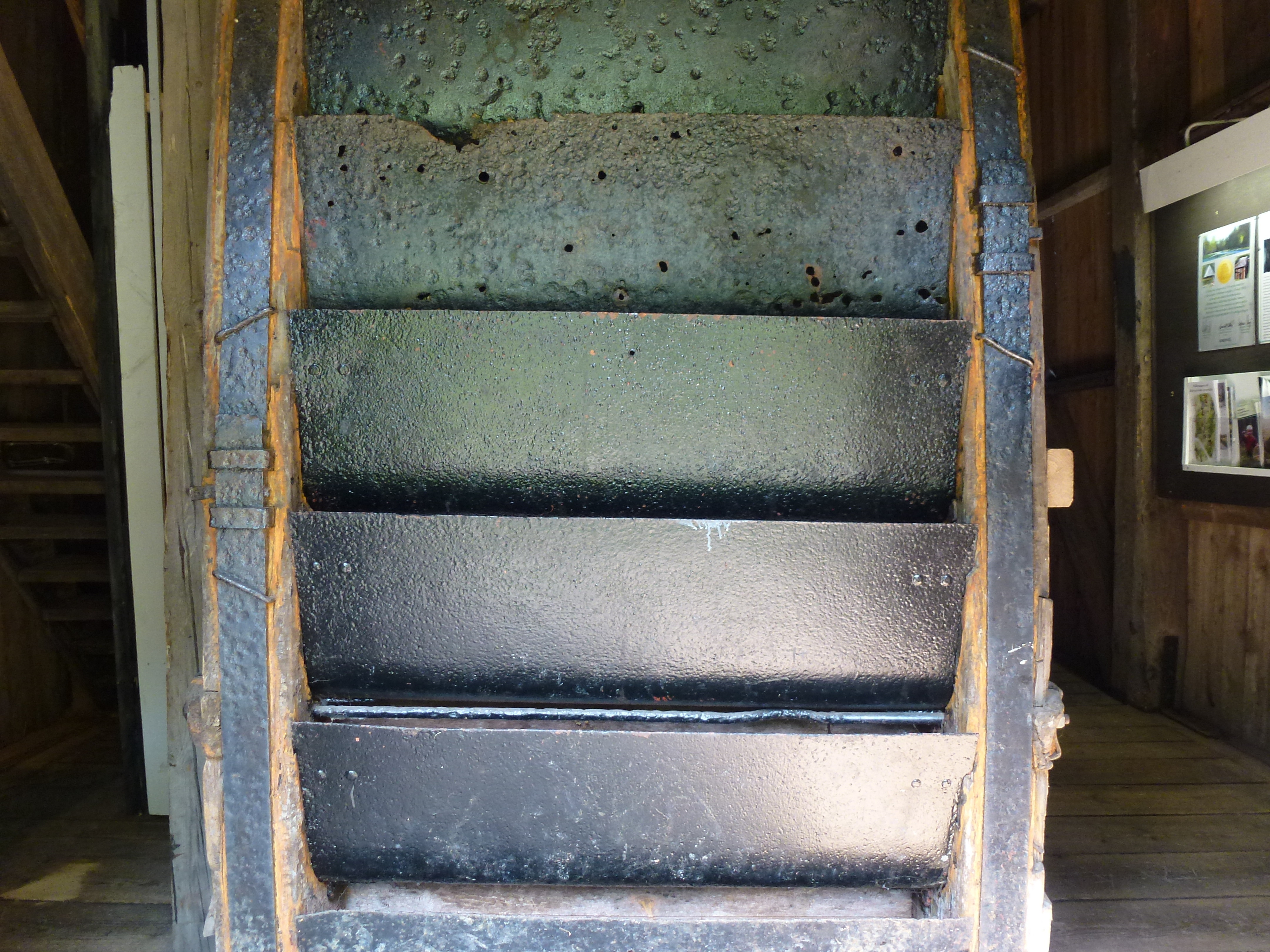
Polhemshjulet, detalj.

### Svinryggen och Mossgruveparken
Som en del av Norbergsfältets gruvor bär Svinryggen spår av äldre brytningsteknik. Svinryggen är egentligen en bergkam mellan två rader av sammanlagt arton gruvhål på båda sidor av bergsryggen, som numera är vattenfyllda. Svinryggen är belägen bara några hundra meter från Polhemshjulet och ingår i ett system av vattenhjul och stånggångar.
I Kärrgruvan finns även Mossgruveparken där stigarna slingrar fram längs bråddjup och djupa vattenfyllda gruvschakt och dagbrott. Mossgruveparken är ett sedan länge nerlagt gruvfält, men i området finns fortfarande anläggningar kvar från slutet av 1800-talet, bland annat trälaven över Södra schaktet. Andra är Risbergs konstschakt som ursprungligen var ett vattenpumpsschakt för Mossgruvan, men som idag fungerar som ett gruvmuseum. Smedjan, raststugan, linspel, hissen och delar av pumpverket är något av det som bevarats.

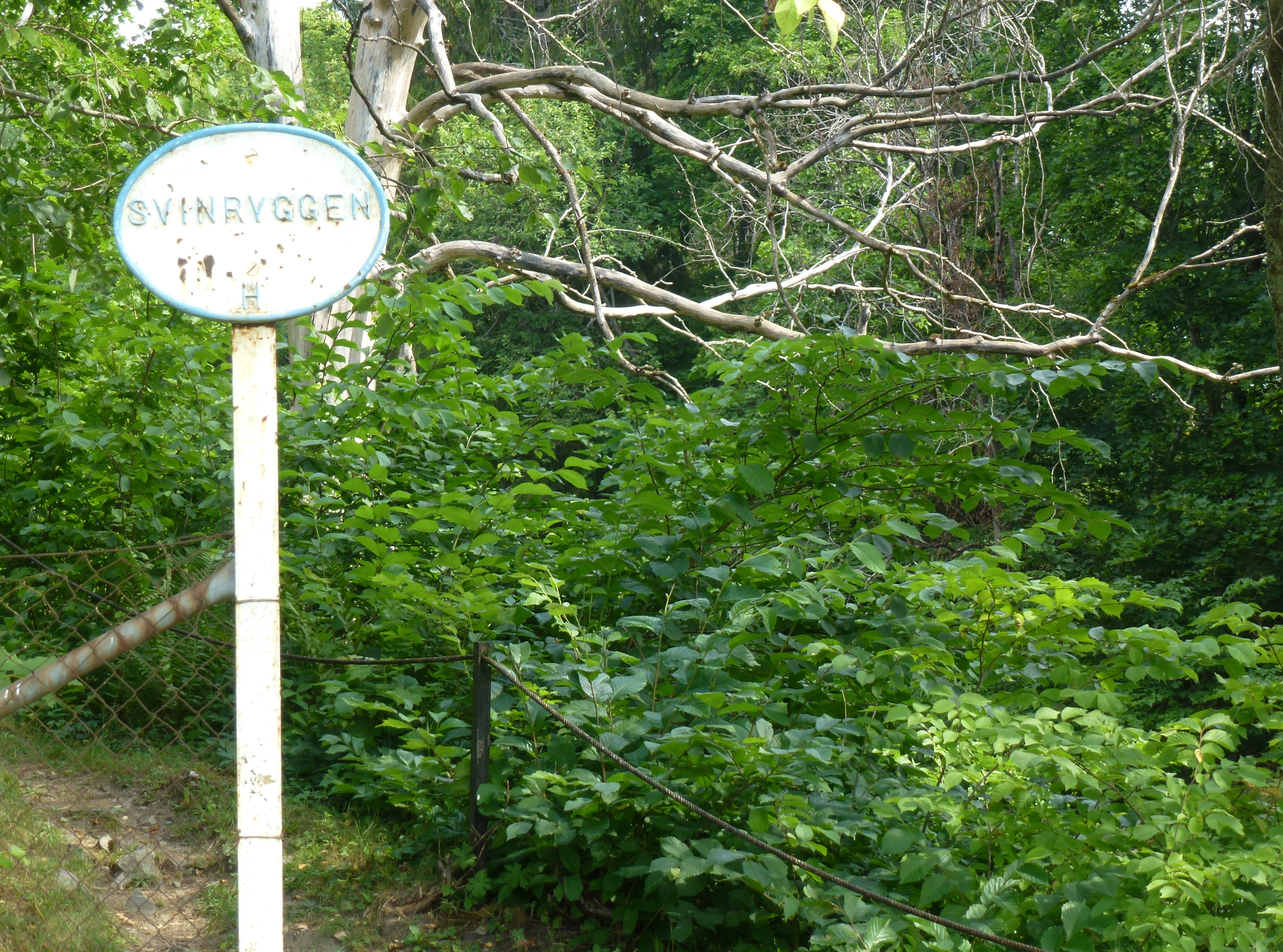
Uppgång till Svinryggen.
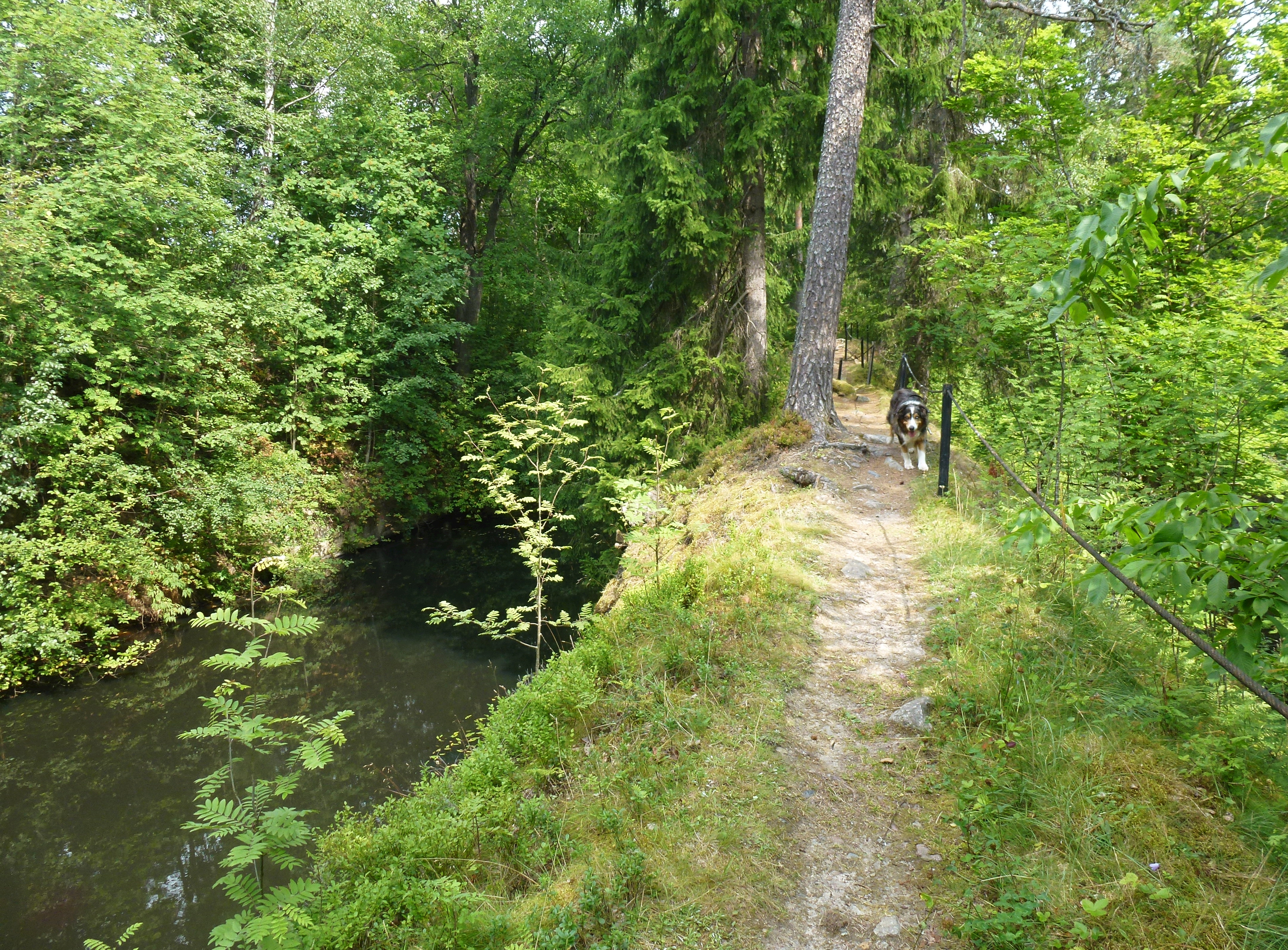
Svinryggens dagbrott.
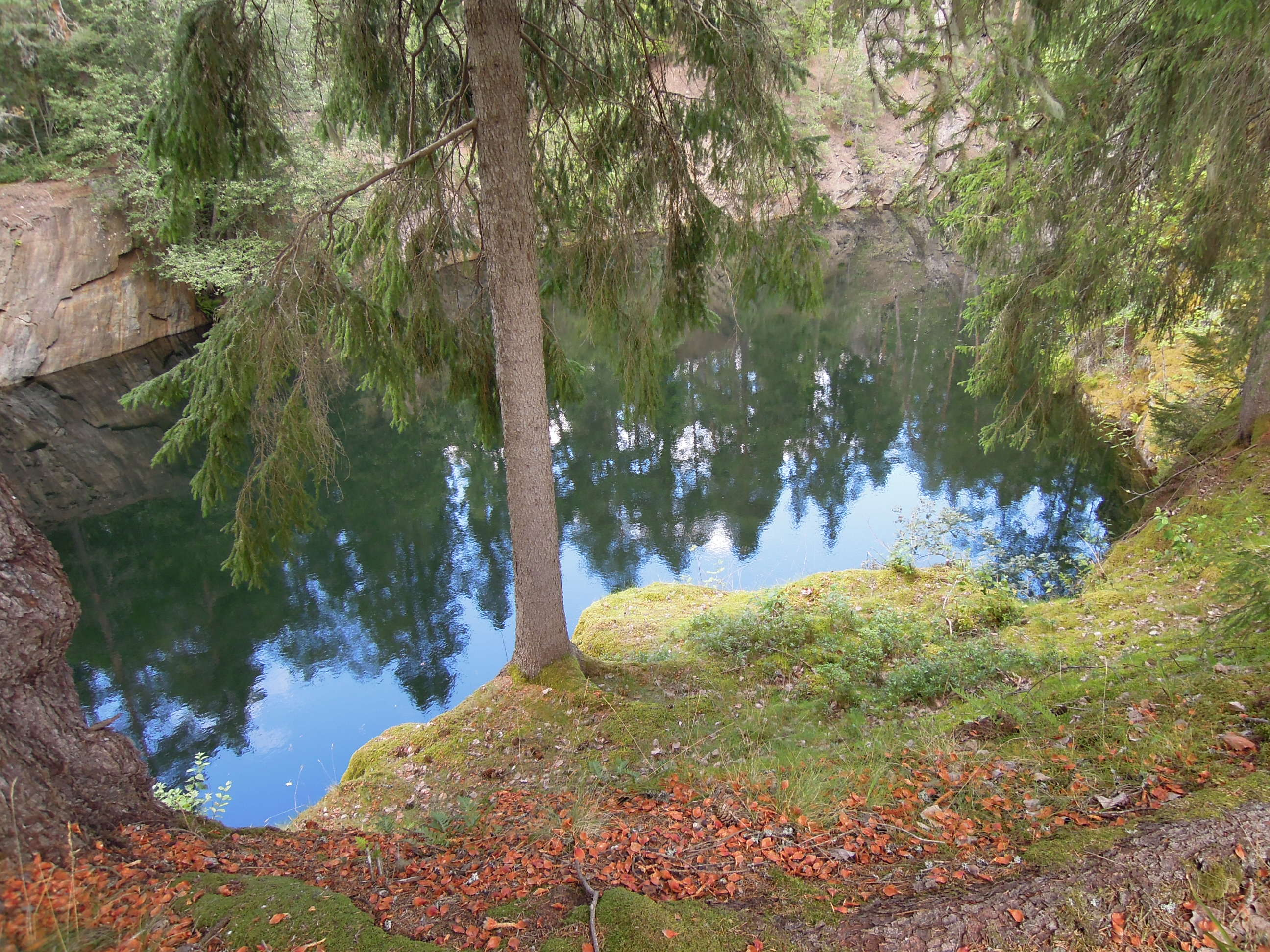
Hästbäcksgruvan, 116 meter djup i Mossgruveparken.
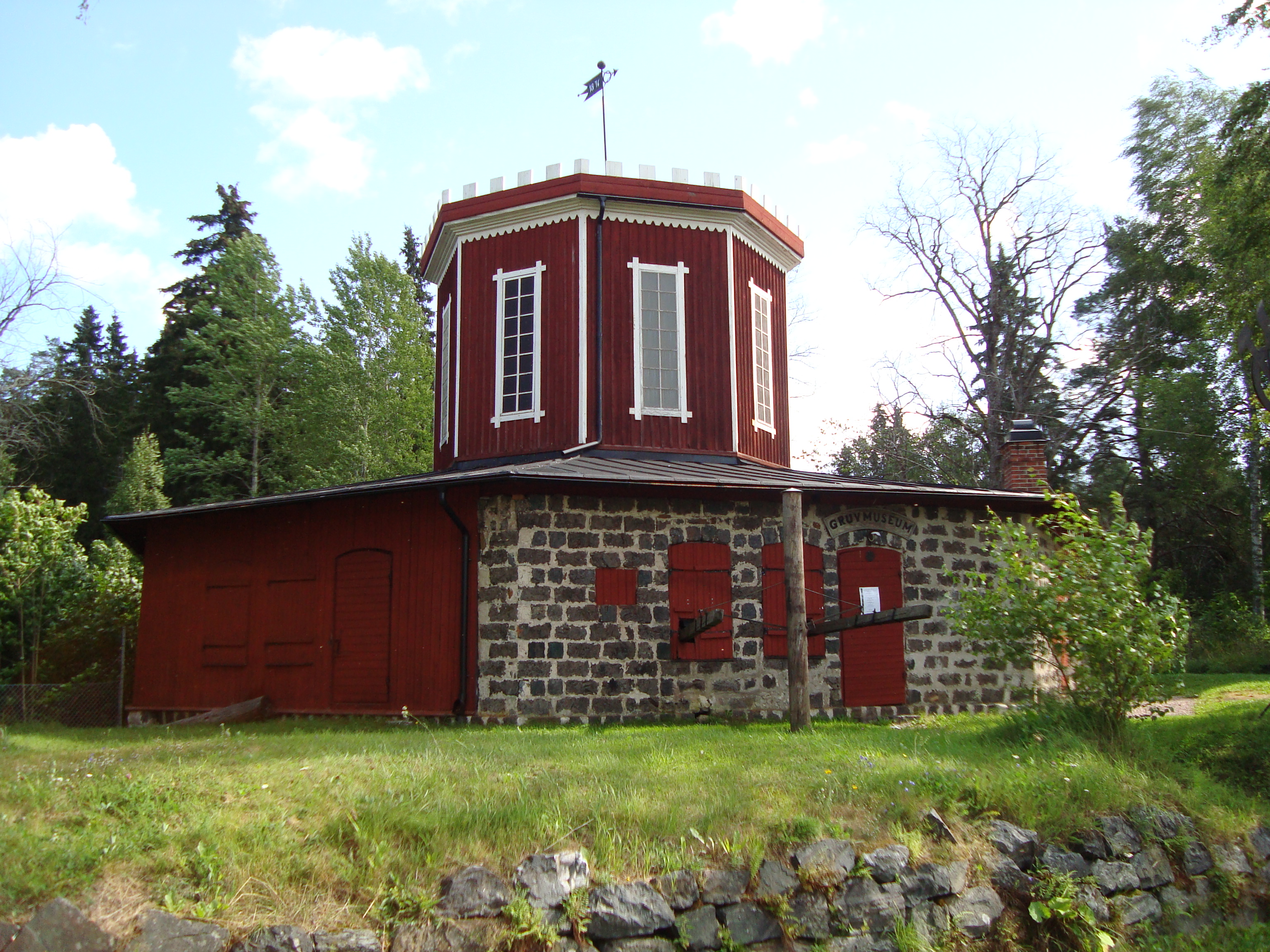
Norbergs gruvmuseum, över Risbergs konstschakt.
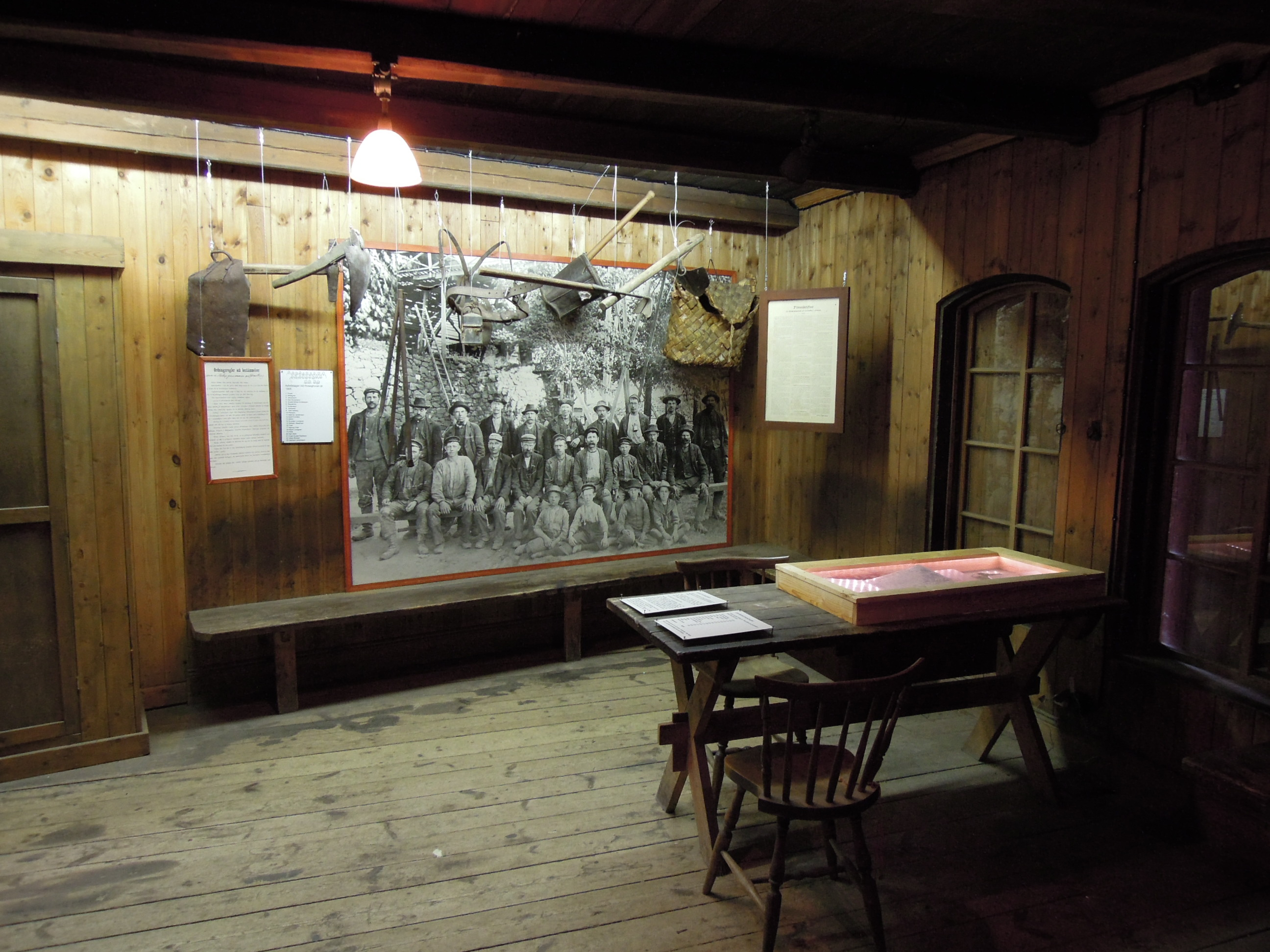
Interiör från gruvmuseet.
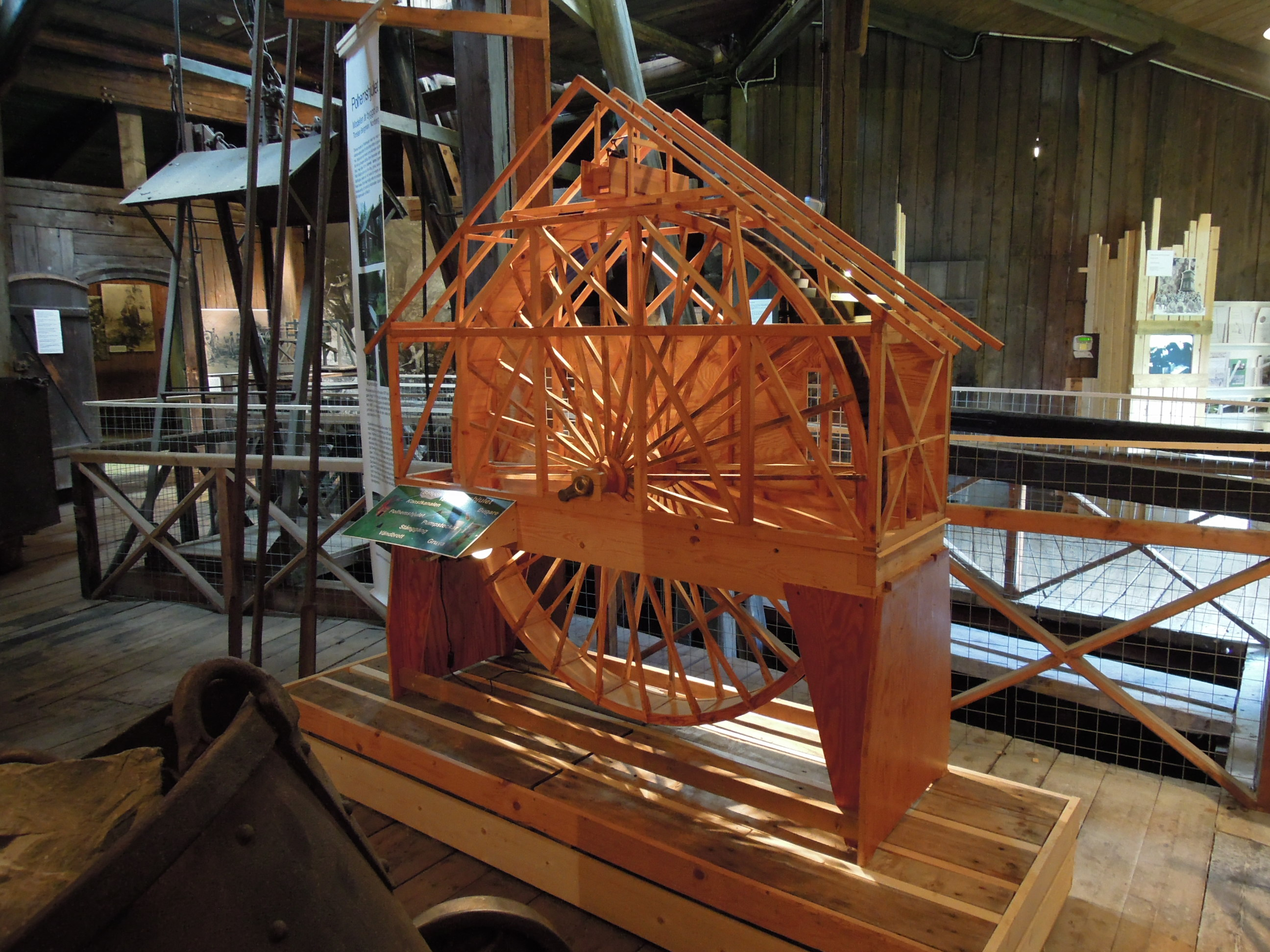
Interiör från gruvmuseet. Modell skapad av Torsten Bergman.
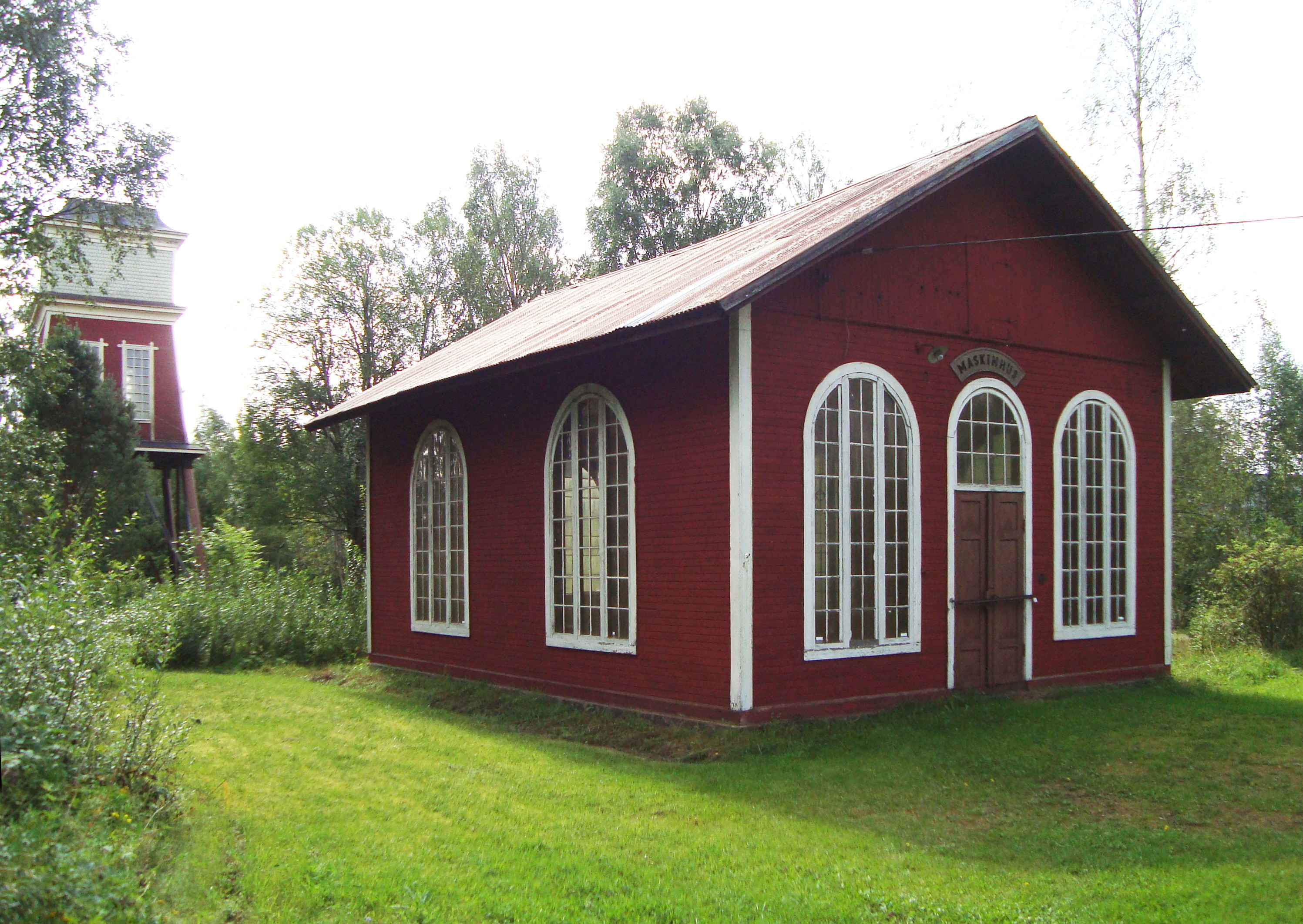
Maskinhuset, Södra schaktets lave i bakgrunden.